# گکوی انگشت‌شاخه‌ای
گکوی انگشت‌شاخه‌ای (نام علمی: Carphodactylus laevis) نام یک گونه از فروراسته گکووارگان است.